# Local histórico nacional
Um local histórico nacional ou sítio histórico nacional é a designação que uma determinada área possui em razão do seu significado histórico nacional. Ela pode conferir, a esses locais, estatuto de área protegida, mas não necessariamente. Esses sítios podem variar em tamanho de pequenos a complexos, e poderão incluir provas físicas do assunto relacionado com a história a ser comemorada. As denominações são um aviso de que o que aconteceu em um determinado local é digno da lembrança de pessoas de todo um povo e esses locais são muitas vezes conservados pelas autoridades nacionais.

## Estados Unidos
Nos Estados Unidos, existem vários tipos de denominações federais para sítios históricos, os quais são chamados de National Historic Sites (NHS) e são de propriedade e administração federais. Alguns outros locais de administração federal estão sob a designação "Parques Históricos Nacionais". Existem, também, cerca de 79 mil registos nacionais de locais históricos, que normalmente são de propriedade privada, dos quais, cerca de 2 600 têm sido designados como National Historic Landmark sites.